# توجان الفيصل
توجان فيصل هي سياسية أردنية سابقة بمجلس النواب الأردني، من أصل شركسي، ذات توجهات عربية وطنية. وتعد السيدة الأولى التي فازت بالانتخابات مجلس النواب بدون كوتا، اتهمت لاحقا بسبب شخصيات أردنية مما منعها من خوض الانتخابات بعدها، وقد صدر حكم قضائيّ بسجنها فأضربت عن الطعام، ثم صدر قرار ملكي بالعفو عنها.

## الانتخابات البرلمانية
كانت أول امرأة تنجح في الانتخابات النيابية الأردنية وتصبح نائبا في البرلمان الأردني عام 1993م وكانت قد ترشحت سنة 1989 وخسرت بعد معركة مع الإسلاميين بقضية حقوق المراة حين فاز عليها مرشح الحركة الإسلامية عن المقعدالشركسي داوود قوجك، وفي عام 1997 خسرت مرة أخرى حين قامت باتّهام الحكومة بتزوير الانتخابات، كما تمّ رفض ترشيحها في سنة 2007 لانها كانت قد حكمت «بجريمة» غير سياسية وهي «مهاجمة» رئيس الوزراء واتهامه بالفساد كما انتقدت أداء الحكومة لمدة عام ونصف العام[بحاجة لمصدر]؛ ممّا يجعل ترشيحها غير قانوني لان القانون يمنع ترشيح من حكم «بجريمة» غير سياسية لمدة تزيد عن عام.

## الإذاعة
عملت مذيعة في التلفزيون الأردني مع رغدة شومن وكاتبة صحفية قبل أن تحترف العمل السياسي.

## اتهامها
اتهمت بقدح شخصيات سياسية أردنية من أبرزهم رئيس الوزراء السابق علي أبو الراغب وزيد بن شاكر وغيرهم، وبإدلاء تصريحات لمحطات تليفزيونية عربية ومواقع إعلامية من بينها صحيفة «عرب تايمز» واتّهمت بـ «الإضرار بسمعة الدولة».
قررت توجان فيصل مغادرة الأردن بعد منعها من الترشح للانتخابات بسبب اتهامها بطلب اللجوء السياسي من الأردن.

## العفو الملكي
صدر حكم قضائيّ بسجنها فأضربت عن الطعام أثناء تأديتها لذلك الحكم مطالبة بإطلاق سراحها، ثم صدر قرار ملكي بالعفو عنها. منعت من ممارسة السياسة منذ ذلك الحين؛ ولكنّها تمارس السياسة الآن من منابر إعلامية وصحفية متنوعة.